# 圣于连-戈莱讷
圣于连-戈莱讷（法語：Saint-Julien-Gaulène，法語發音：[sɛ̃ ʒyljɛ̃ ɡolɛn]）是法国奥克西塔尼大区塔恩省的一个市镇，属于阿尔比区。该市镇于1834年由原市镇圣于连德普拉杜（Saint-Julien-de-Pradoux）和戈莱讷（Gaulène）合并而成。

## 地理
圣于连-戈莱讷（43°59'22"N, 2°20'45"E）面积11.84 平方千米，位于法国奧克西塔尼大區塔恩省，该省份为法国南部内陆省份，北起顺时针与阿韦龙省、埃罗省、奥德省、上加龙省和塔恩-加龙省接壤。
与圣于连-戈莱讷接壤的市镇（或旧市镇、城区）包括：昂杜克、圣西尔格、塞雷纳克、瓦朗斯达尔比茹瓦。
圣于连-戈莱讷的时区为UTC+01:00、UTC+02:00（夏令时）。

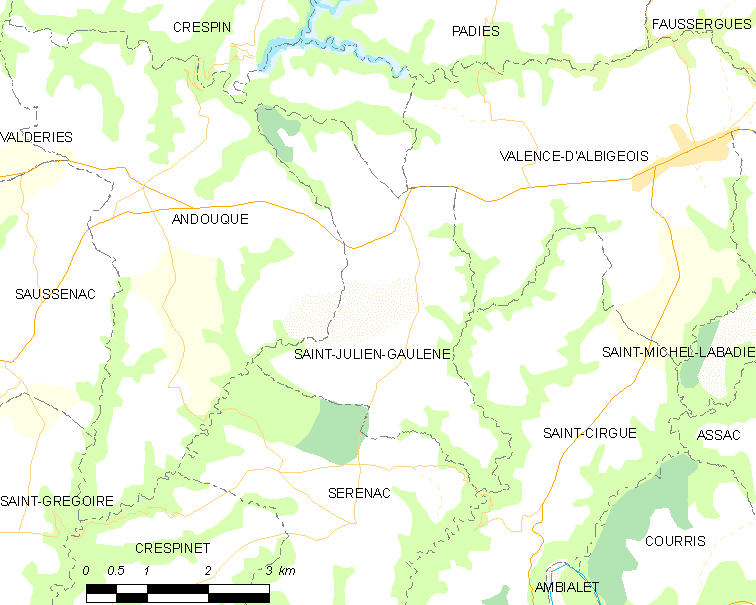
圣于连-戈莱讷的OSM定位图

## 行政
圣于连-戈莱讷的邮政编码为81340，INSEE市镇编码为81259。

## 政治
圣于连-戈莱讷所属的省级选区为卡尔莫第一县。

## 人口

1962-2008年间圣于连-戈莱讷人口变化图示

圣于连-戈莱讷于2022年1月1日时的人口数量为226人。